# Tápiószentmárton, Pesta
Tápiószentmárton  este un sat în districtul Nagykáta, județul Pesta, Ungaria, având o populație de 5.412 locuitori (2011). 

## Demografie
Componența etnică a satului Tápiószentmárton
     Maghiari (97,32%)
     Romi (2,04%)
     Necunoscut (0,22%)
     Alții (0,42%)
Componența confesională a satului Tápiószentmárton
     Romano-catolici (53,73%)
     Luterani (11,23%)
     Fără religie (7,95%)
     Reformați (5,04%)
     Necunoscută (21,4%)
     Alte religii (2,2%)
Conform recensământului din 2011, satul Tápiószentmárton avea 5.412 locuitori. Din punct de vedere etnic, majoritatea locuitorilor (97,32%) erau maghiari, cu o minoritate de romi (2,04%). Apartenența etnică nu este cunoscută în cazul a 0,22% din locuitori.  Din punct de vedere confesional, majoritatea locuitorilor (53,73%) erau romano-catolici, existând și minorități de luterani (11,23%), persoane fără religie (7,95%) și reformați (5,04%). Pentru 21,4% din locuitori nu este cunoscută apartenența confesională.